# Ваи (Крит)
Ваи (грч. Βαι) је шума палми која окружује истоимену пешчану плажу. Ова природна шума палми је једина у Европи и чини је Критска Палма (Phoenix theophrasti). Налази се на источној обали Крита, уз море на критској обали Карпатског мора, северно од села Палекастро и око 20 километара од града Ситија и острва Дионисадес. То је један од 19 естетских шумама  Грчке.
Површина шуме је 20 хектара, а име јој долази од локалног дијалекта, у којем се палме зову Вагиа или Ваиа-Ваи. То је највеће подручје под палмама 
(Phoenix theophrasti) на Криту. У осталим деловима острва постоје само мале површине под палмама као што су (луке Превели, Агиос Никитас...) има их око 10.
Пешчана плажа са палмском шумом и оближњим манастиром Топлоу из 15. века, припадају туристичком центру Мони Топлоу и туристичко је средиште источног Крита, са хиљадама посетилаца сваке године.

## Историја
За туризам плажу Ваи је открио почетком 1970 их Ричард Вајт и његови пријатељи из Северног Лондона, Белфаста и Баварске. Крајем 1970 их  популаризовали су је последњи Хипији који су напустили старе дестинације Маталу и Превели. Почетком осамдесетих Ваи је био пун туриста из целог света, што је довело до хаотичне мешавине кампова и шанкова. Као резултат тога, Ваи је затворен и проглашен заштићеним подручјем категорије II у оквиру еколошке мреже Натура 2000. 